# Бой у деревни Нукаево
Бой у деревни Нукаево — успешное сражение башкирского войска против красноармейцев у деревни Нукаево. Одно из сражений Юго-Западного фронта, Мраковского участка.

## Ход событий
На стороне башкирского войска были Первый башкирский кавалерийский полк имени Амира Карамышева и Четвёртый башкирский стрелковый полк.
Инициаторам боя стало башкирское войско, начав с трёх сторон штурм деревни рано утром. В ходе сражения красноармейцы потеряли около половины личного состава, а деревня была занята солдатами башкирского войска. Были захвачены оружие, снаряжение, походная канцелярия. Участникам сражения была объявлена благодарность. 
После поражения в этом бою, бежавшие части красноармейцев более не принимали участие в зимних операциях.  